# ستيف واتسون (لاعب كرة قدم أمريكية)
ستيف واتسون (بالإنجليزية: Steve Watson)‏ هو لاعب كرة قدم أمريكية أمريكي، ولد في 28 مايو 1957 في بالتيمور في الولايات المتحدة.

## وصلات خارجية
- ستيف واتسون على موقع مرجع كرة القدم المحترفة.كوم (الإنجليزية)